# Park Narodowy South Downs
Park Narodowy South Downs – park narodowy znajdujący się w południowo-wschodniej Anglii i będący jej najmłodszym parkiem narodowym, powołanym w 2010 roku. Zajmuje on obszar około 1600 km² i rozciąga się na długości 140 km pomiędzy miastem Winchester na zachodzie i Eastbourne na wschodzie, zajmując tym samym tereny w trzech hrabstwach: Hampshire, West Sussex oraz East Sussex. 
Park obejmuje swoim obszarem pasmo kredowych wzgórz South Downs, które zakończone są kredowym urwiskiem klifowym Beachy Head w Eastbourne oraz znaczną część oddzielnego regionu fizjograficznego zachodniego Weald, który charakteryzuje się silnie zalesionymi piaskowcowymi i gliniastymi wzgórzami oraz dolinami. Przez teren parku biegnie South Downs Way o długości 160 km, będący jednym z piętnastu długodystansowych szlaków National Trails w Wielkiej Brytanii i równocześnie jedynym, który leży w całości na terenie parku narodowego.